# Мокрино
Мокрино (на македонска литературна норма: Мокрино) е село в община Ново село на Северна Македония. Населението му е 800 души (2002).

## География
Мокрино се намира в Струмишката котловина. Селото е разположено е в северното подножие на планината Беласица в областта Подгорие. Селото е известно с Мокринските извори, които са в близост до него. Изворите имат капацитет около 40 л./сек. и извират от корените на вековни чинари.

## История

### Етимология
Етимологията на името е от българското прилагателно мокър, тоест село богато на вода. В селото има три извора, на които то дължи името си.

### Античност и Средновековие
В землището на селото, в местността Керамидарка, е открит античен и средновековен некропол.
През 1374-1376 година Мокрино заедно със съседното село Мокриево е дарено с грамота на Иван и Константин Драгаш на атонския манастир „Свети Пантелеймон“. След съдебен спор между „Свети Пантелеймон“ и манастира Хилендар, през 1376 - 1377 година Драгаши издават нова грамота, с която потвърждават даряването на спорните села на „Свети Пантелеймон“. След Битката при Ровине в 1395 година, в която загиват Крали Марко и струмишкият феодален владетел Константин Драгаш, регионът попада в ръцете на османските турци.

### В Османската империя
През XIX век селото е чисто българско. В 1876 година е издигната църквата „Св. св. Константин и Елена“. В „Етнография на вилаетите Адрианопол, Монастир и Салоника“, издадена в Константинопол в 1878 година и отразяваща статистиката на населението от 1873 година, Мокрино (Mocrino) е посочено като село с 80 домакинства, като жителите му са 304 българи. Според статистиката на Васил Кънчов („Македония. Етнография и статистика“) от 1900 година Макрино е населявано от 640 жители, всички българи християни.
В началото на XX век цялото село е под върховенството на Цариградската патриаршия. По данни на секретаря на екзархията Димитър Мишев („La Macédoine et sa Population Chrétienne“) през 1905 година в Мокрени има 800 българи патриаршисти гъркомани. Там функционира гръцко училище.
При избухването на Балканската война през 1912 година двама души от селото са доброволци в Македоно-одринското опълчение.

### В Сърбия, Югославия и Северна Македония
Според преброяването от 2002 година селото има 203 семейства и 748 жители.
| Националност     | Всичко |
| северномакедонци | 747    |
| албанци          | 0      |
| турци            | 0      |
| роми             | 0      |
| власи            | 0      |
| сърби            | 0      |
| бошняци          | 0      |
| други            | 1      |

В селото има филиал на Основното училище „Видое Подгорец“. В местността Липата е издигната чешма.

## Личности
Родени в Мокрино
- Атанас Котев, македоно-одрински опълченец, чета на Иван Смоларски[12]
- Димчо Стойков (о. 1893 – ?), македоно-одрински опълченец, 4-та рота на 3-та солунска дружина, ранен на 5 юли 1913 година[13]
- Илия (Илиас), четник на гръцка андартска чета в Македония[14]